# Pandora Recovery
Pandora Recovery — бесплатная утилита для 32-битных операционных систем Microsoft Windows, которая предназначена для восстановления данных на компьютере, которые ранее были удалены из Корзины, комбинацией клавиш Shift+Delete или из под командной строки.

## Описание
Pandora Recovery предоставляет собой высоконадёжный инструмент, который позволяет пользователям осуществлять поиск с последующим восстановлением удалённых файлов как в отформатированных дисках (локальных, сетевых или переносных) файловой системе NTFS (и других) или повреждённых носителях, так и после удаления файлов из Корзины.
После осуществления сканирования целевой системы, утилита собирает информацию обо всех удалённых файлах/папок на локальном, сетевом диске или переносном носителе и выводит их список в окне «Проводника». Список даёт пользователю полный контроль над управлением файлов, в частности можно выбрать какие файлы требуется восстановить и в какой каталог они будут восстановлены.

## Ключевые особенности[3]
- Лёгкость в использовании благодаря встроенному мастеру.
- Полная поддержка файловых систем FAT16, FAT32, NTFS, NTFS5 и NTFS/EFS.
- Просмотр удалённых текстовых файлов и файлов изображений, не производя их восстановление.
- Просмотр степени повреждённости файлов.
- Восстановление архивных/скрытых/зашифрованных/сжатых файлов.
- Поиск удалённого файла по атрибутам (имени, размеру, дате создания/изменения).
- Предварительный просмотр файлов перед восстановлением.
- Модуль просмотра неассоциированных файлов.
- Восстановление файлов на локальный, сетевой или переносной диск.
- Глубокое сканирование («Deep Scan»). Режим восстановления данных с дисков с повреждённой таблицей размещения файлов, форматированных дисков или с дисков с повреждённой таблицей размещения файлов, а также восстановление файлов с переписанными строками в главной файловой таблице и многие другие параметры поиска.
- Поддержка большинства популярных графических форматов.
- Поиск по типу файлов (фото/аудио/видео, архивы, документы MS Office и прочих).